# Tomáš Karas
Tomáš Karas (Praga, Checoslovaquia, 16 de mayo de 1975) es un deportista checo que compitió en remo. Participó en los Juegos Olímpicos de Atenas 2004, obteniendo una medalla de plata en la prueba de cuatro scull.

## Palmarés internacional
| Juegos Olímpicos | Juegos Olímpicos | Juegos Olímpicos | Juegos Olímpicos |
| Año              | Lugar            | Medalla          | Prueba           |
| ---------------- | ---------------- | ---------------- | ---------------- |
| 2004             | Atenas (Grecia)  | Medalla de plata | Cuatro scull     |